# Berbenno (beklimming)
De Berbenno is een beklimming in de Ronde van Lombardije. Hij start bij het plaatsje Brembilla en op de top ligt het plaatsje Berbenno. Het is een vrij regelmatige klim, waarvan de aanloop nog niet zo steil is, maar na ongeveer een halve kilometer ligt het stijgingspercentage toch wel rond de 6%.